# Thomas Hösele
Thomas Hösele (* 9. Mai 1969) ist ein ehemaliger österreichischer Fußballspieler und nunmehriger -trainer.

## Karriere

### Als Spieler
Hösele begann seine Karriere beim Grazer AK. Im November 1986 debütierte er für die Profis des GAK in der 1. Division, als er am 19. Spieltag der Saison 1986/87 gegen den Linzer ASK in der 89. Minute für Klaus Spirk eingewechselt wurde. In der Saison 1987/88 kam er zu zwei Einsätzen in der höchsten Spielklasse. In dieser Zeit begann an der Universität Graz ein Sportstudium, dass er erst nach Beendigung seiner Profilaufbahn im Jahre 1993 abschloss.
Im April 1989 erzielte er bei einer 2:1-Niederlage gegen den FC Admira/Wacker sein erstes und einziges Tor für den GAK. 1990 musste er mit den Grazern, nachdem man im Mittleren Playoff auf den siebten Platz gerutscht war, aus der 1. Division absteigen.
Nach zwei Jahren in der Zweitklassigkeit mit den Grazern verließ er den Verein nach der Saison 1991/92. Daraufhin spielte er ab Jänner 1993 noch beim unterklassigen FC Gratkorn.

### Als Trainer
Nach seiner Karriere als Aktiver arbeitete Hösele zunächst im Nachwuchs des FC Gratkorn sowie in der Akademie des Grazer AK und war im Jahr 2001 für einige Zeit Trainer der Amateurmannschaft des GAK in der steirischen Landesliga. Von 2002 bis 2005 übernahm er die sportliche Leitung an der Akademie der Grazer, ehe er zur Saison 2005/06 zum Sportdirektor bei den Profis des GAK aufstieg. Nach dem Konkurs der Grazer blieb Hösele dem Verein auch zu Regionalligazeiten ab der Saison 2007/08 erhalten. Ab Oktober 2008 wurde er zudem Trainer der viertklassigen Zweitmannschaft der Steirer. Zur Saison 2009/10 wurde er in dieser Funktion von Thomas Böcksteiner abgelöst, dem er allerdings als Co-Trainer erhalten blieb. Beim Grazer AK trat er darüber hinaus in der Zeit nach der Insolvenz für wenige Monate als Geschäftsführer der Sportstätten Weinzödl 1 Betriebs G.m.b.H., der Trainingsgründe des Grazer AK, in Erscheinung.
Nach der Saison 2009/10 verließ er die Grazer gänzlich und wechselte zum FC Red Bull Salzburg, wo er Cheftrainer der U-18-Mannschaft in der Akademie wurde. Nach einer Saison verließ er die Salzburger wieder. Im Jänner 2013 wurde Hösele Trainer der U-18-Mannschaft der Akademie des SK Sturm Graz. In der Winterpause der Saison 2017/18 verließ er die Akademie der Grazer und wurde Cheftrainer der drittklassigen Amateure von Sturm. In seiner ersten Halbsaison als Trainer scheiterte er mit Sturm II am Zweitligaaufstieg als Tabellenneunter, sieben Punkte fehlten zu Saisonende zum Aufstieg. In der Saison 2018/19 erreichte er mit den Grazer Amateuren den siebten Tabellenrang. In der aufgrund der COVID-19-Pandemie nach der 17. Runde abgebrochenen Regionalligasaison belegte man den ersten Tabellenrang.
Im Juni 2020 wurde er als Nachfolger von Nestor El Maestro interimistisch Cheftrainer der Bundesligamannschaft von Sturm. Zur Saison 2020/21 kehrte er dann wieder zu Sturm II zurück. Mit den Jung-Grazern stieg er als Meister der Regionalliga Mitte 2021/22 in die 2. Liga auf. In dieser hielt die Mannschaft in der Saison 2022/23 als 13. knapp die Klasse. In der Saison 2023/24 belegte Graz zur Winterpause den 14. Rang und lag damit auf einem Abstiegsplatz. Daraufhin wurde Hösele im Dezember 2023 durch Jürgen Säumel ersetzt, sollte aber in anderer Funktion bei Sturm bleiben. Daraufhin übernahm er im April 2024 wieder das U-18-Team der Grazer. Im November 2024 wurde er interimistisch wieder Cheftrainer von Sturm II, nachdem Säumel ins Bundesligateam Sturms befördert worden war. In drei Spielen unter seiner Führung holte Sturm II vier Punkte. Im Jänner 2025 wurde er von Christoph Wurm abgelöst.